# 開明獣

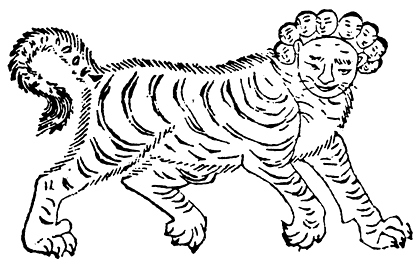
『山海経』より「開明獣」

開明獣（かいめいじゅう）は、 古代中国の地理書『山海経』の「海内西経」に記述のある神獣。
天帝の下界の都である崑崙の丘にある九つの門を守っている。その姿は大きな体で虎に似て、九つある首は全て人間の顔だという。
「崑崙山の宮殿で、9ある門の内、東側の正門である『開明門』の門番をしている」等と紹介している書籍も存在するが、山海経にそのような記述はない。

『古今図書集成』所収の『神異典』より「陸吾」

## 陸吾
陸吾(りくご)は、『山海経』の「西山経」に記述のある神獣。
天帝の下界の都である崑崙の丘を司る。その姿は虎の体に九つの尾、顔は人間で爪は虎のものだという。この神は天の九部と天帝の園囿の時節を司るとされる。
性質が開明獣と似通っていることから、両者は同一視されることがある。

## 登場作品
- 孔子暗黒伝（諸星大二郎）
- 佐藤史生 『打天楽』 小学館 (2001/04) ISBN 978-4091911179